# Andreas Bloch
Andreas Bloch (29. juli 1860 på gården Hellerud i Skedsmod – 11. maj 1917 i Kristiania) var en norsk maler og tegner.
Han kom først en tid i lære hos teatermaler Willi. Krogh og blev derefter 17 år gammel elev af Knud Bergsliens malerskole og udstillede 1879 sit første billede i Bergen. Han studerede derefter et par vintre i Düsseldorf hos professor
Jansen. Allerede 1879 var han blevet tegner i vittighedsbladet Krydseren, senere tegnede han i Vikingen og var siden i mange år fast knyttet til Korsaren.
Samtidig har han leveret en stor mængde illustrationer til andre illustrerede blade og værker. Specielt har han grundig sat sig ind i kostumevæsenet, navnlig behandler han med forkærlighed scener fra den norske krigshistorie, der til dels i
farvetryk pryder de fleste værker, som i det tidlige 20. århundrede er udkomne på dette område i Norge, således Angells "Syvårskrigen for 17de mai 1807-1814" (Kristiania 1914). Han har tillige i flere år været fast kostumetegner ved Nationalteatret i Kristiania.
- Wikimedia Commons har flere filer relateret til Andreas Bloch